# Ivan Živanović (cầu thủ bóng đá, sinh 1995)
Ivan Živanović (Kirin Serbia: Иван Живановић; sinh 21 tháng 8 năm 1995) là một hậu vệ bóng đá Serbia thi đấu cho Radnički Kragujevac.

## Danh hiệu
Radnički Kragujevac
- Serbian League West: 2016–17[3]